# Tappeto da preghiera

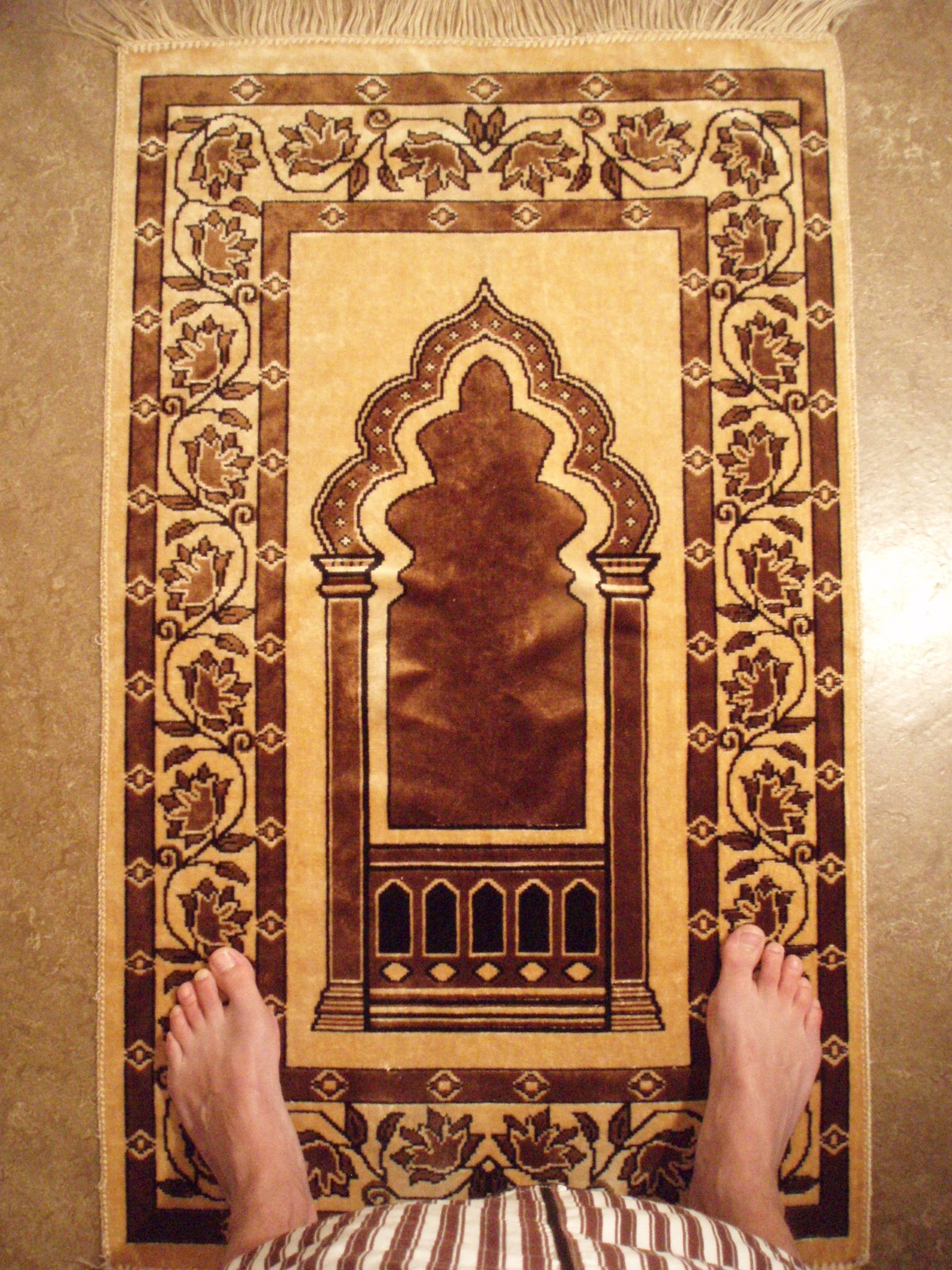
Tappeto da preghiera

Il tappeto da preghiera (in Arabo, سجادة sajjāda (plurale sajājīd) o musallah, in Persiano: جانماز Janamaz), è un pezzo di tessuto (spesso decorato) usato dai musulmani durante le loro cinque preghiere giornaliere (Ṣalāt). Sebbene non richiesto dal dogma esso permette una preghiera più comoda e pulita. Infatti un musulmano deve essere pulito prima di pregare, e deve farlo in un luogo pulito. Sulla superficie del tappeto da preghiera sono tessute una o più lampade da moschea con inciso il versetto della luce dal Corano.